# 寒冷紗

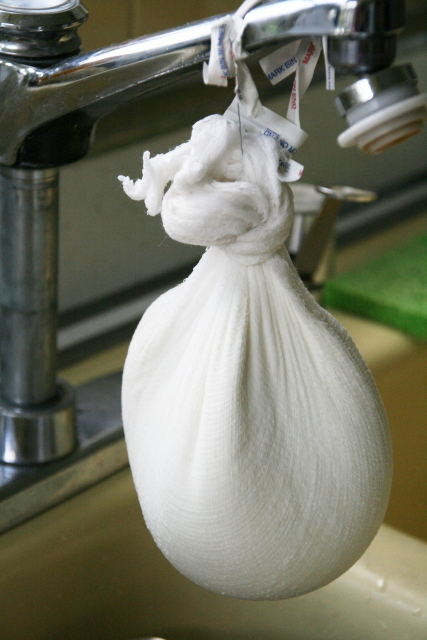
チーズ製造工程で使用される寒冷紗

寒冷紗（かんれいしゃ、米: cheesecloth, 英: (victoria) lawn）は、荒く平織に織り込んだ布である。織り糸には主に麻や綿などが用いられる。
農業分野では、耐候性や耐薬品性などの性能向上のため、合成繊維ビニロン糸、テトロン糸や高強力ポリエステル糸などを使用している。

## 用途
下記の分野で利用されている。
- 農業分野 - 農作物を覆い、寒さ避けや日よけとして用いる。
- 縫製分野 - 衣服の襟や袖口の形状を保つために芯地として用いられる。
- 建築分野 - 漆喰を施工する際、下地補強などに用いられる。
- 製本分野 - 製本を行う際、本の表紙や背を補強するために用いられる。
- 食品分野 - 出汁をとる際やチーズを作る際、漉し布として用いられる。
- 美術分野 - 銅版画の印刷の際、版面の余分なインクを拭き取るために用いられる[3]。